# Квитерия

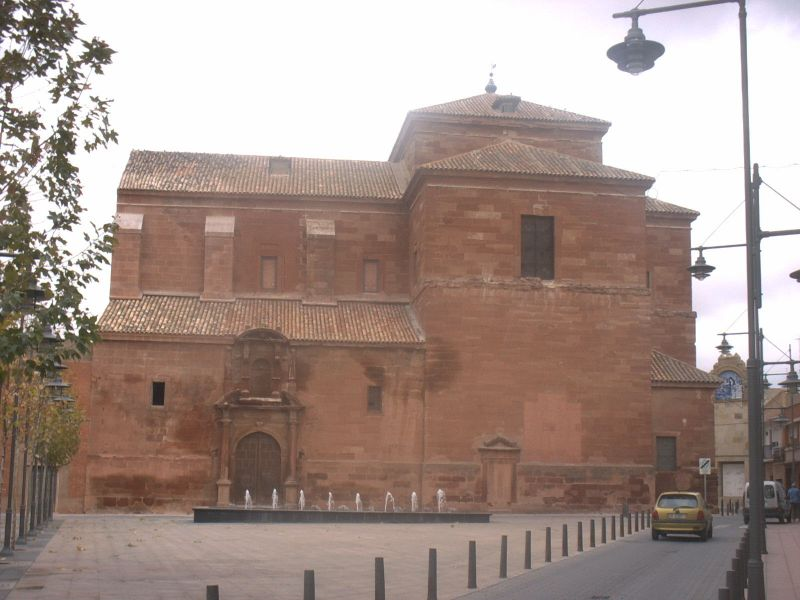
Церковь святой Квитерии в Алькасар-де-Сан-Хуан, Испания

 Квитерия  (исп. Quiteria; ум. 27 мая 477) — святая Римско-Католической Церкви, мученица и дева. Квитерия имела аристократическое происхождение. В возрасте тринадцати лет стала христианкой. Отец Квитерии хотел выдать её замуж за язычника, но Квитерия убежала из дома. Квитерия была взята в плен королём Катиллиусом, но чудесным способом освободилась из заключения. Будучи отдана насильно замуж, она не подчинилась мужу, за что была обезглавлена.
Культ святой Квитерии распространился в Гаскони, Испании и Португалии. 
День памяти в Католической Церкви — 22 мая.